# The Italian Job (игра)
The Italian Job — видеоигра, основанная на одноименном фильме 1969 года, разработанная Pixelogic и впервые опубликованная для PlayStation на европейских рынках SCi и распроданная в 2001 году, а на североамериканских рынках Rockstar Games в 2002 году. Порт игры для Windows был выпущен в Европе компанией SCi Games и в Северной Америке компанией Global Star Software в 2002 году.

## Игровой процесс
В игре есть сюжетный режим, основанный на фильме, и многопользовательский режим «вечеринка», в котором игроки соревнуются на нескольких различных трассах в Лондоне и Турине, а также режим одиночной тренировки, в котором игрок может развивать навыки, необходимые для прохождения сюжетного режима. В игре представлены изображения Лондона и Турина, по которым игрок может свободно передвигаться в режиме песочницы на различных автомобилях.

## Сюжет
Игра повторяет сюжет оригинального фильма.

## Разработка
Игра была разработана совместно с технологией непрерывной упорядоченной потоковой передачи пейзажей Pixelogic (COSS). Это позволило дизайнерам спланировать и спроектировать «обширную территорию», необходимую для эффективного воссоздания сложных сцен из фильма, в частности «Пути к отступлению». Макеты городов были смоделированы с использованием 3DS Max. Фил Корнуэлл исполнил голос Майкла Кейна в роли главного героя, Чарли Крокера.

## Оценки
| Сводный рейтинг | Сводный рейтинг | Сводный рейтинг |
| Издание         | Оценка          | Оценка          |
| Издание         | PC              | PS              |
| --------------- | --------------- | --------------- |
| GameRankings    | 59,53 %         | 72,18 %         |
| Metacritic      | 59/100          | 73/100          |

Игра получила «смешанные» отзывы.